# La liga (programa de televisión)
La liga fue un programa de investigación periodística de la televisión argentina, producido por Cuatro Cabezas y puesto en el aire por primera vez en 2005. El programa solía abordar temas de contenido social, ecológico, político, económico e investigativo, a través de una mirada joven, ágil y sin censura.
El ciclo tuvo una versión española, emitida por el canal Cuatro en 2006, y realizada por la misma productora, llamada "1 Equipo". También existe una versión chilena (con el nombre original) que se emitió entre 2007 y 2010 por el canal Mega. Entre el 4 de mayo de 2010 y el 19 de diciembre de 2016, se exhibió la versión brasileña por el canal Band.

## Formato
El programa toma un tema por semana que es abordado por separado y en diferentes ámbitos sociales, por cada uno de los periodistas miembros de La liga, dos varones y una mujer, en las primeras temporadas, luego ampliada a dos varones y dos mujeres. Como elemento característico, posee una flecha que no sólo es un elemento estético, sino que forma parte de la gráfica y sirve para indicar elementos en las imágenes o resaltar datos sobresalientes. Para contrastar las distintas miradas, se divide pantalla a la mitad, otro recurso característico del programa, sumado a la locución en off de uno de los periodistas de La Liga, más una estética y edición características de la productora.
"La liga" suele abordar temas de contenido social como el delito, el racismo, la criminalidad, la violencia, los inmigrantes, y otros tópicos de diversa índole como la contaminación, la religión, la sexualidad y el transporte, buscando mostrar con testimonios e imágenes directas las situaciones problemáticas. Para ello cuenta con las tradicionales entrevistas a funcionarios y especialistas, las que son contrastadas con testimonios y experiencia de la "gente común", muchas veces de los sectores sociales más postergados.
Las diversas informaciones se presentan en pantalla a modo de gráfica, proporcionando datos numéricos, porcentajes, ubicaciones en un mapa, comparaciones, nomenclaciones, significados, estadísticas, etc.

## Temporadas
Primera temporada (2005)
La primera temporada comenzó el 11 de abril de 2005 en Canal Trece y bajo la conducción de Daniel Malnatti, Diego Alonso y María Julia Oliván.
Segunda temporada (2006)
El 21 de marzo del 2006, comenzó la segunda temporada. Mantuvo el mismo elenco, pero se transmitió por Telefe debido a la mudanza de la productora Cuatro Cabezas a dicha emisora.
Tercera temporada (2007)
La tercera temporada se emitió del 22 de mayo de 2007 al 26 de noviembre del mismo año. Dejaron el elenco Daniel Malnatti y Diego Alonso, y se incorporaron Ronnie Arias y Osqui Guzmán. Del año anterior,  continuaron María Julia Oliván y Gisela Busaniche.
En busca de darle una vuelta de tuerca al ciclo, la temporada 2007 incorporó cronistas invitados y rotativos. Algunos de ellos fueron Gonzalo Bonadeo, Federico D'Elía, Diego Alonso y Rodrigo Noya.
Cuarta temporada (2008)
El 7 de abril de 2008 comenzó la cuarta temporada. El programa estuvo estelarizado por Matías Martin, Clemente Cancela, Gisela Busaniche, Tamara Hendel, y Diego Iglesias y Gonzalo Valenzuela en algunas participaciones especiales.
El 9 de octubre, el senador Luis Naidenoff, presentó un proyecto en el que denunciaba que un segmento de la emisión del programa del 23 de septiembre sobre la desnutrición en Formosa había sido censurado.
Quinta temporada (2009)
El 7 de abril de 2009, comenzó la quinta temporada. El programa fue nuevamente integrado por Ronnie Arias, Tamara Hendel, Gisela Busaniche y Diego Iglesias y contó con participaciones especiales del actor chileno Benjamín Vicuña.
Sexta temporada (2010)
El 22 de julio de 2010 se dio inicio a la sexta temporada. El ciclo amplió los temas ya que se incorporaron segmentos relacionados con las costumbres y la vida cotidiana.
Al equipo comandado por Ronnie Arias, compuesto por Gisela Busaniche, Tamara Hendel y Diego Iglesias, se sumaron Pablo Herrero y Giselle Motta.

## Premios y nominaciones
| Año  | Premio              | Categoría                                | Reconocido         | Resultado |
| ---- | ------------------- | ---------------------------------------- | ------------------ | --------- |
| 2006 | Martín Fierro       | Labor periodística femenina              | María Julia Olivan | Nominada  |
| 2006 | Martín Fierro       | Programa periodístico                    | La Liga            | Ganador   |
| 2006 | Martín Fierro       | Labor periodistica masculina             | Daniel Malnatti    | Ganador   |
| 2006 | Fund TV             | Distinción extraordinaria                | La Liga            | Ganador   |
| 2006 | Fund TV             | Programa periodistico satelital          | La Liga            | Ganador   |
| 2007 | Martín Fierro       | Labor periodística femenina              | María Julia Olivan | Nominada  |
| 2007 | Martín Fierro       | Programa periodístico                    | La Liga            | Nominado  |
| 2007 | Martín Fierro       | Labor periodistica masculina             | Daniel Malnatti    | Nominado  |
| 2007 | Fund TV             | Documental periodístico de investigación | La Liga            | Ganador   |
| 2007 | Clarín Espectáculos | Programa periodístico                    | La Liga            | Ganador   |
| 2008 | Martín Fierro       | Programa periodístico                    | La Liga            | Ganador   |
| 2008 | Fund TV             | Documental periodístico de investigación | La Liga            | Ganador   |
| 2009 | Fund TV             | Documental periodístico de investigación | La Liga            | Nominado  |
| 2010 | CAPIT               | Programa periodístico                    | La Liga            | Ganador   |
| 2010 | Fund TV             | Documental periodístico de investigación | La Liga            | Nominado  |

### Otros premios
En 2006 el programa fue premiado con medalla de bronce en la categoría "Investigación larga duración", en el encuentro anual que realiza The New York Festivals en Nueva York, con el fin de galardonar la excelencia en los medios de comunicación.

## Cortina musical
- Entre 2005 y 2006, se utilizó la banda sonora original de The Matrix y The Matrix Revolutions como presentación, apertura y cierre de comerciales.
- En 2007, el tema principal de presentación y de apertura/cierre de comerciales era September/The Joker, un remix del tema original de Earth, Wind&Fire, hecho por Fatboy Slim y Shinichi Osawa.
- En 2008 no hubo presentación, pero sí apertura y cierre de comerciales, con el tema Won't Be Long de la banda The Hives.
- En 2009 el tema de apertura era He's Frank feat. Iggy Pop (Superfrank Remix) de The BPA (Brighton Port Authority)

## Tipografía y estética en pantalla
- Entre 2005 y 2008, la tipografía Gunplay era la que se utilizaba para el logotipo. Entre 2005 y 2007 también se utilizaba para el zócalo, las informaciones en pantalla y todo tipo de textos.
- En 2007, los zócalos usaban la tipografía Arial como título de nivel 2
  - Ejemplo: Gisela Busaniche (Gunplay)
Conducción (Arial)
- En 2008, la tipografía de los zócalos e información difería del logo. Para ello se utilizaba la familia tipográfica Bimini y Bimini Bold (negrita). Ocasionalmente se utilizaba Gunplay para los campos de texto superiores (cuadrante superior izquierdo)
- En 2009, se estrena una nueva tipografía para los zócalos e información: Gill Sans MT, cambiando el logo por primera vez desde el inicio del ciclo (que adopta una tipografía símil Arial Black). Se mantiene aún la flecha como elemento distintivo.